# Bozsik Levente
Bozsik Levente (Budapest, 1980. április 22. –) magyar labdarúgó. Első NB I-es mérkőzése 1998. augusztus 1. BVSC Budapest - Újpest FC volt, ahol csapata sima 0-3-as vereséget szenvedett a fővárosi klubtól.

## Sikerei, díjai
- BVSC Budapest:
- Magyar bajnoki 17. hely: 1999
- Magyar kupa - 32 közé jutott: 1999
- 1. FC Union Berlin:
- Regionalliga Nord győztes: 2001
- Német kupa ezüstérmes: 2001
- SC Fortuna Köln:
- Regionalliga Nord 4. hely: 2001
- Német kupa 1. kör: 2001
- FC KooTeePee:
- Veikkausliiga 13. hely: 2003
- Finn kupa elődöntős: 2003
- Anagennisi Dherynia:
- Ciprusi bajnoki 12. hely: 2004
- Ciprusi kupa csoportkör: 2004